# سفارة باكستان في السويد
سفارة باكستان في السويد هي أرفع تمثيل دبلوماسي لدولة باكستان لدى السويد. تقع السفارة في ستوكهولم وهي تهدف لتعزيز المصالح الباكستانية في السويد.

## وصلات خارجية
- قائمة سفارات باكستان
- قائمة السفارات في السويد